# Disney Channel (Germania)
Disney Channel è un canale televisivo tedesco di proprietà della Walt Disney Company e versione locale della rete statunitense omonima.
L'area di trasmissione si estende anche in Austria e Svizzera.

## Storia
Il 6 maggio 1999 la sezione tedesca di Buena Vista presenta al "Bayerische Landeszentrale für neue Medien" una domanda per la creazione di un nuovo canale chiamato "Disney Channel". Questa richiesta viene approvata dal BML il 22 luglio 1999. La rete inizia le trasmissioni il 16 ottobre 1999 in esclusiva come parte del pacchetto "Family World" su Sky Deutschland.
Tra l'autunno e l'inverno del 2008 la Disney annuncia il cambiamento di formato in 16:9, cambiamento che però si verifica soltanto l'8 dicembre 2011 contestualmente al cambio del logo.
Dal 17 gennaio 2014, a seguito dell'acquisizione e della successiva chiusura di Das Vierte, Disney Channel diventa gratuito in Germania.

## Palinsesto

### In onda
Fonte:
- Anfibia
- Bluey
- Dharma & Greg
- Die Beni Challenge
- DuckTales (serie animata 2017)
- Gag Attack
- Ghostforce
- Gravity Falls
- Gus - Mini-maxi cavaliere
- I Greens in città
- La legge di Milo Murphy
- Mamma e figlia
- Miraculous - Le storie di Ladybug e Chat Noir
- Mermaid Melody Pichi Pichi Pitch
- My Little Pony - Pony Life
- Phineas e Ferb
- Piovono polpette
- PJ Masks - Superpigiamini
- Puppy Dog Pals
- Spider-Man (serie animata 2017)
- Spidey e i suoi fantastici amici
- The Ghost and Molly McGee
- The Owl House - Aspirante strega
- Topolino
- Topolino - La casa del divertimento
- Topolino - Strepitose avventure
- T.O.T.S. - Trasporto Organizzato Teneri Supercuccioli
- Toy Story Toons

### Non in onda
- 101 Dalmatian Street
- Ace Lightning
- Aladdin
- Alex & Co.
- American Dragon: Jake Long
- A.N.T. Farm - Accademia Nuovi Talenti
- Art Attack
- Arthur e i Minimei
- As the Bell Rings
- Atomic Betty
- Austin & Ally
- Avventure ad High River
- Baby Boss: Di nuovo in affari
- Bear nella grande casa blu
- Best Friends Whenever
- Big Hero 6 - La serie
- Bizaardvark
- Boyster: Super mollusco
- Brandy & Mr. Whiskers
- Buffy l'ammazzavampiri
- Buzz Lightyear da Comando Stellare
- Capitan Flamingo
- Callie sceriffa del West
- Cars Toons
- Cip & Ciop agenti speciali
- Committed
- Connie la mucca
- Cory alla Casa Bianca
- Crash & Bernstein
- Crash Zone
- Cuccioli della giungla
- Darkwing Duck
- Dave il Barbaro
- Descendants
- Dottoressa Peluche
- Doug
- Dragon
- Dreamkix
- DuckTales - Avventure di paperi
- Due fantagenitori
- Ecco Pippo!
- Elena di Avalor
- Eliot Kid
- Evermoor
- Fillmore!
- Fish Hooks - Vita da pesci
- Flash con i Ronks
- Frozen: La magia delle luci del nord
- Fuori di specie
- Guardiani della Galassia
- Hannah Montana
- Harry e i dinosauri nel magico secchiello blu
- Henry Mostriciattoli
- Hercules
- House of Mouse - Il Topoclub
- I 7N
- I dinosauri
- I Famosi 5 - Casi misteriosi
- I Gummi
- I magici piedini di Franny
- In a Heartbeat - I ragazzi del pronto soccorso
- Il treno dei dinosauri
- K.C. Agente Segreto
- Kikoumba
- La casa di Topolino
- La sirenetta - Le nuove avventure marine di Ariel
- Liv & Maddie
- Maledetti scarafaggi (stagioni 5-7)
- Marco e Star contro le forze del male
- Marvel Avengers
- Mako Mermaids
- Mico e i FuFunghi
- Miles dal futuro
- My Little Pony - Equestria Girls
- My Little Pony - L'amicizia è magica (stagioni 4-9)
- Nouky e i suoi amici (episodi 1-30)
- Once - Undici campioni
- Paf il cane
- Polizia Dipartimento Favole
- Perduti a Oz
- Riccioli d'Oro e Orsetto
- Ricreazione (stagioni 3,4)
- Sabrina, the Animated Series
- Sabrina vita da strega
- Sadie e Gilbert
- Sally Bollywood
- Sandra detective delle fiabe
- So Weird - Storie incredibili
- Sparisci unicorno!
- Squitto lo scoiattolo (stagione 1)
- Staines Down Drains
- Summer Camp
- Super 4
- Taffy
- The Basil Brush Show
- The Conners
- The Fosters
- The Hive - La casa delle api
- The Lion Guard
- The Powerpuff Girls
- The Zhu Zhu Pets
- Timon e Pumbaa
- Totally Spies! - Che magnifiche spie! (stagione 5)
- Un pizzico di magia
- We Bare Bears - Siamo solo orsi
- White Collar (stagione 3 in chiaro)
- Zombie Hotel